# Римська художня школа
Римська школа — одна з провідних шкіл живопису Італії, що утримувала честь художньої ініціативи впродовж декількох століть в Західній Європі. В надрах Римської школи зародились щонайменше три-чотири мистецькі стилі — Високе Відродження, маньєризм, бароко і його демократичний різновид — караваджизм. Рим впродовж декількох століть був центром навчання і стажування італійських і іноземних художників, представників інших мистецьких галузей.

## Представники. Високе Відродження
- Донато Браманте (1444—1514), художник і архітектор, в Римі працював архітектором.
- Рафаель Санті (1483—1520)
- Мікеланджело (1475—1564), художник і скульптор.
- Себастьяно дель Пьомбо (1485—1547)

## Представники. Маньєризм
- Брати Цуккі
- Джуліо Романо (1492 ?—1546)
- Баттіста Франко (бл. 1498—1561)

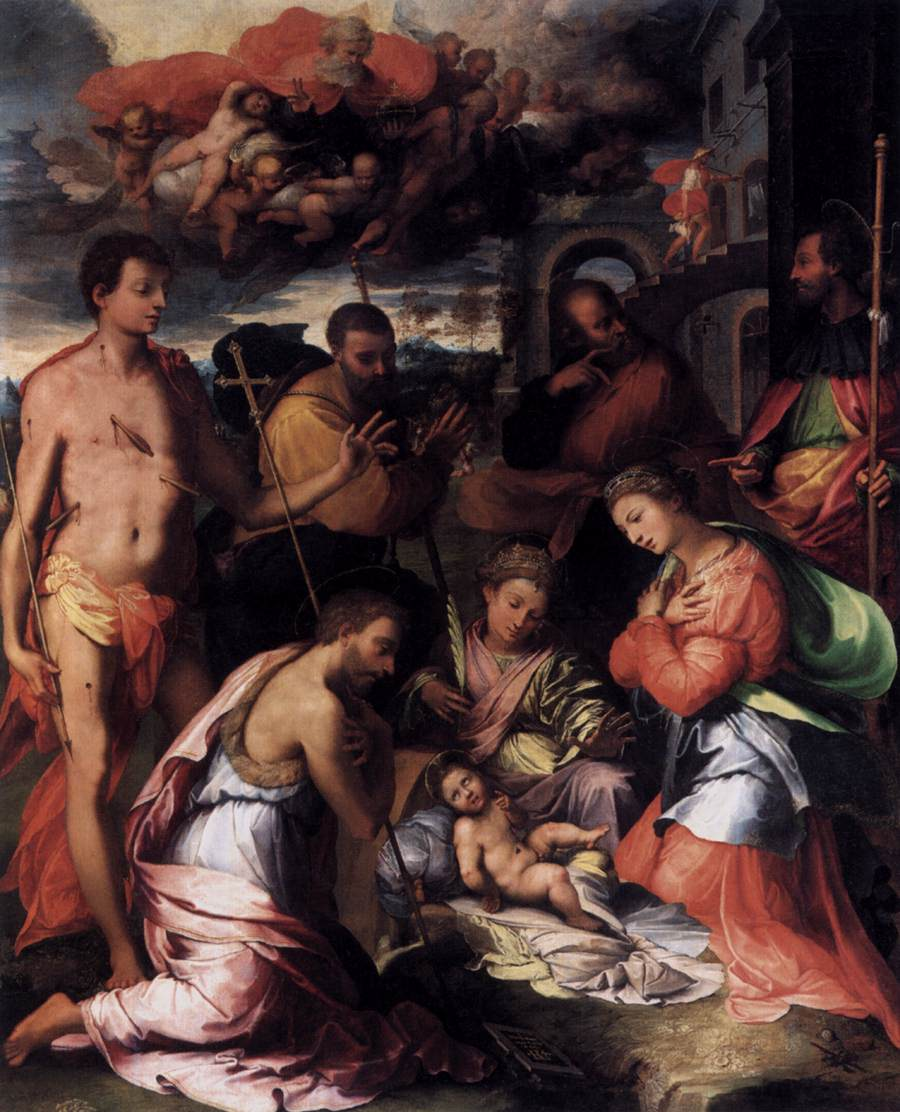
Періно дель Вага. «Поклоніння немовляті Христу». Вашингтон, Національна галерея

- Полідоро да Караваджо (бл.1495—1543)
- Франческо Пріматіччо (1504—1570)
- Періно дель Вага (1501—1547)
- Даніеле да Вольтерра (1509—1566)
- Франческо Сальвиаті (1510—1563)
- Джироламо Січоланте да Сермонета (1521—1580)
- Шипіоне Пульцоне (бл.1544 — 1598)
- Кавалер д'Арпіно (1568—1640)
- Джованні Бальоне (1566—1643)

## Представники. Бароко і рококо
- П'єтро да Кортона (1596—1669)
- Ораціо Борджанні (1576—1636 ?)

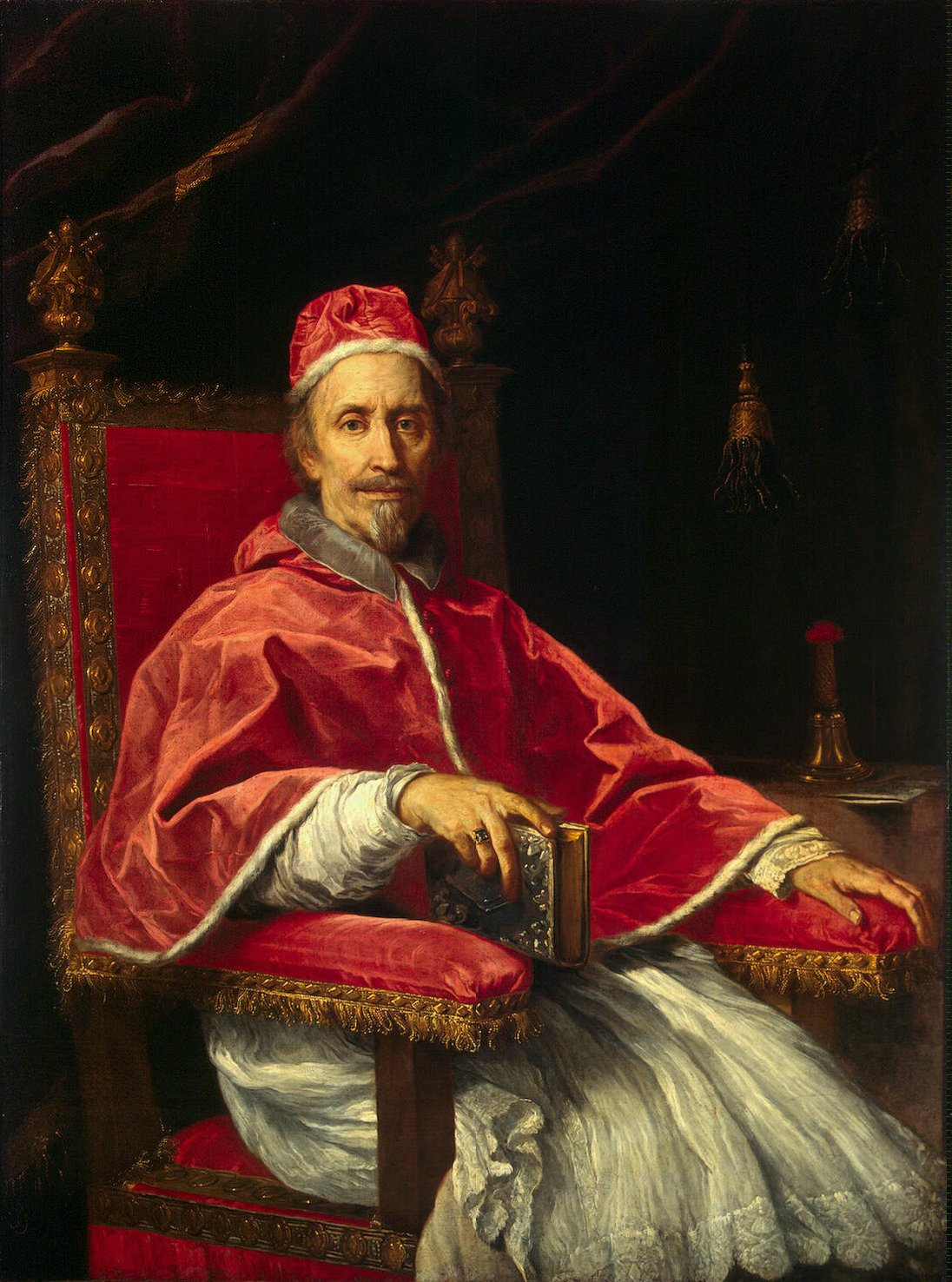
Карло Маратта. Папа римський Клімент 9-й.

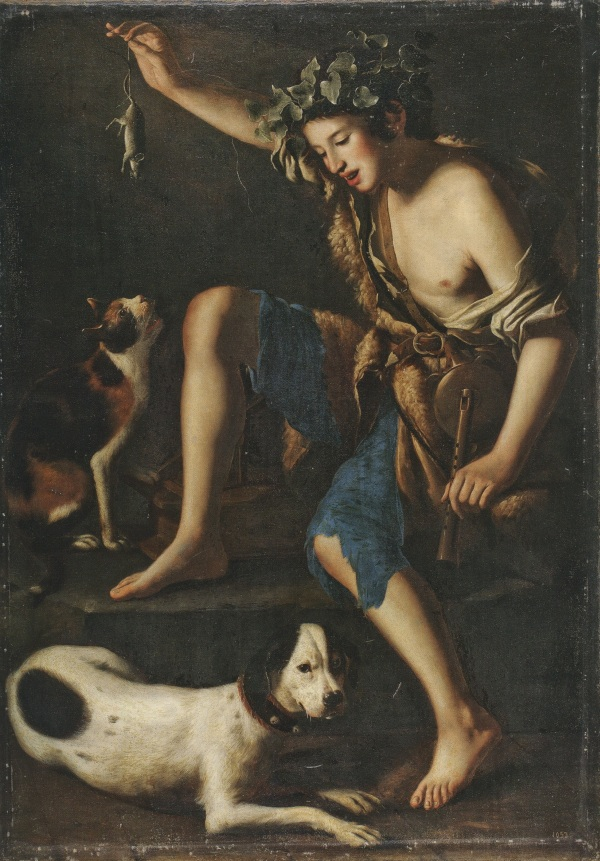
Томмазо Саліні. «Пастушок грає з мишою та кішкою». 17 ст.

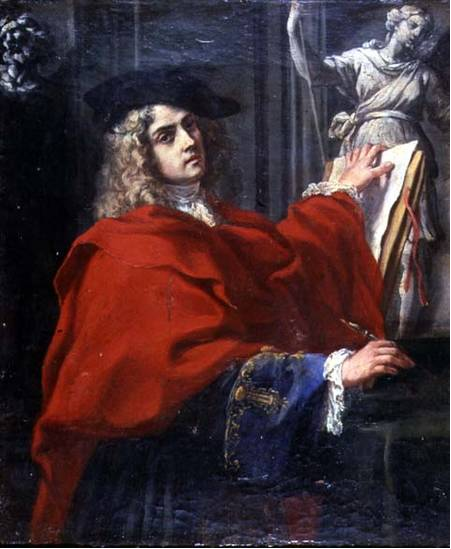
Автопортрет П'єр Леоне Гецци

- П'єтро Паоло Бонці (бл. 1575—1639 ?)
- Томмазо Саліні (1575—1625)
- Андреа Саккі (1599—1661)
- Сассоферато (1609—1685)
- Джованні Франческо Романеллі (бл. 1610—1662)
- Франческо Нолетті або Франческо Мальтезе (бл. 1611—1654)
- Бернардино Мей (1612—1676)
- Мікеланджело Кампідольо (Мікеле Паче дель Кампідольо 1625—1666)
- П'єтро Теста (1611—1650)
- П'єр Франческо Мола (1612—1666)
- Карло Маратті (1625—1713)
- Оттавіано Леоні (1578—1630)
- Антіведуто Граматіка (1571—1626)
- Гаспаре Ванвітеллі (Каспар ван Віттель 1656—1736)
- П'єр Леоне Гецци (1674—1755)
- Себастьяно Конка (1680—1764)
- Франческо Коцца (1605—1682)
- Філіппо Лаурі (1623—1694)
- Франческо Тревізані (1656—1746)
- Андреа Локателлі (1695—1741)
- Франческо Манчіні (бл. 1700—1758)
- Доменіко Фетті (1589—1623)
- Джованні Паоло Панінні (1692—1765)
- Джузеппе Валеріані (1708 ? — 1751)
- Грегоріо Гульєльмі (1714—1773)
- Валантен де Булонь (1591—1632)
- Джованні Станкі (1608—1672), майстер натюрмортів
- Алессандро Альгарді (15981—1654), скульптор
- Доменіко Гвіді (1625—1701), скульптор
- Джованні Баттіста Фоджині (1652—1725), скульптор
- Ерколе Феррата (1610—1686), скульптор
- Мельхіоре Кафа (1636—1667), скульптор
- Франческо Баратта, скульптор

## Представники. Караваджизм
- Караваджо (1571—1610)
- Ніколо Реньєрі (1590—1657)
- Ораціо Джентілєскі (1536—1639)
- Бартоломео Манфреді (1582—1622)
- Валантен де Булонь (бл. 1591—1632)
- Джованні Серодіне (1600—1630)

## Представники. Класицизм
- Помпео Батоні (1708—1787)

## Галерея

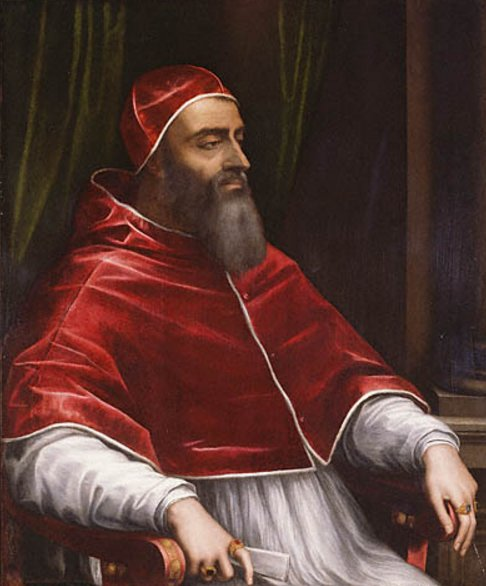
Себастьяно дель Пьомбо. Папа римський Климент 7-й.
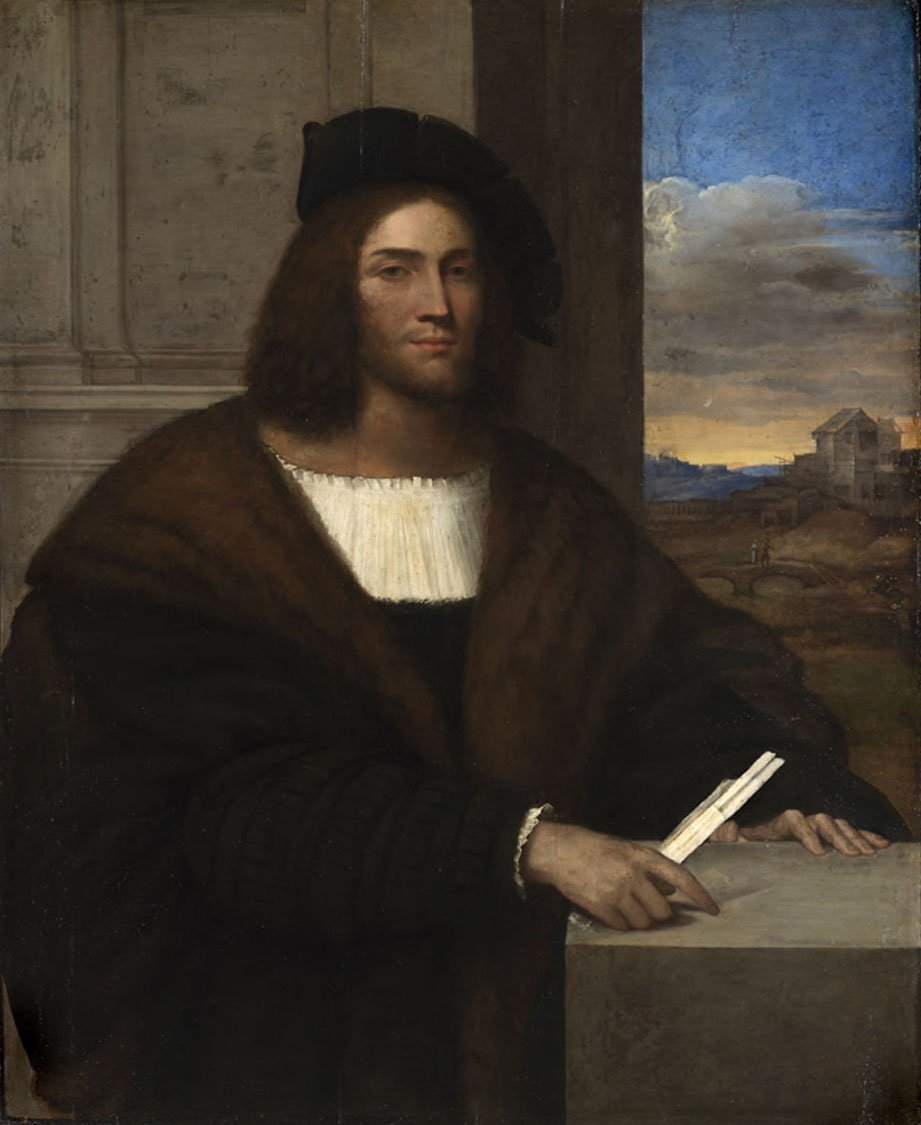
Себастьяно дель Пьомбо. Портрет невідомого.Музей образотворчих мистецтв (Будапешт)
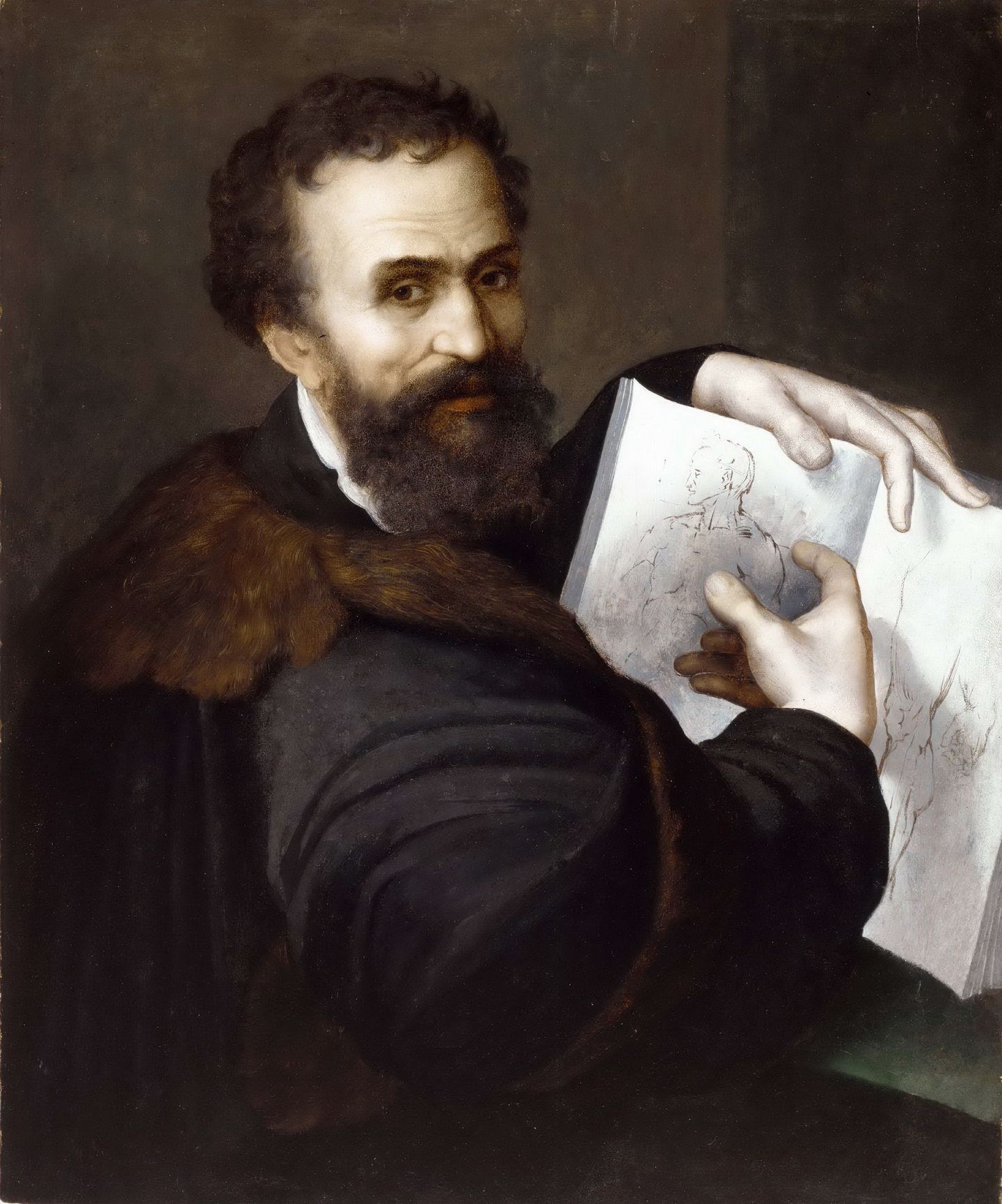
Себастьяно дель Пьомбо. Портрет Мікеланджело
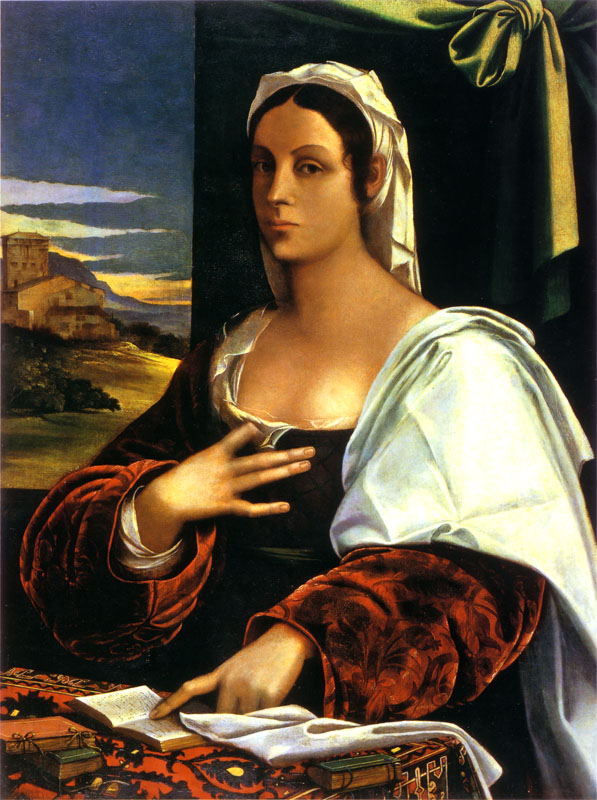
Себастьяно дель Пьомбо. Вітторія Колонна.
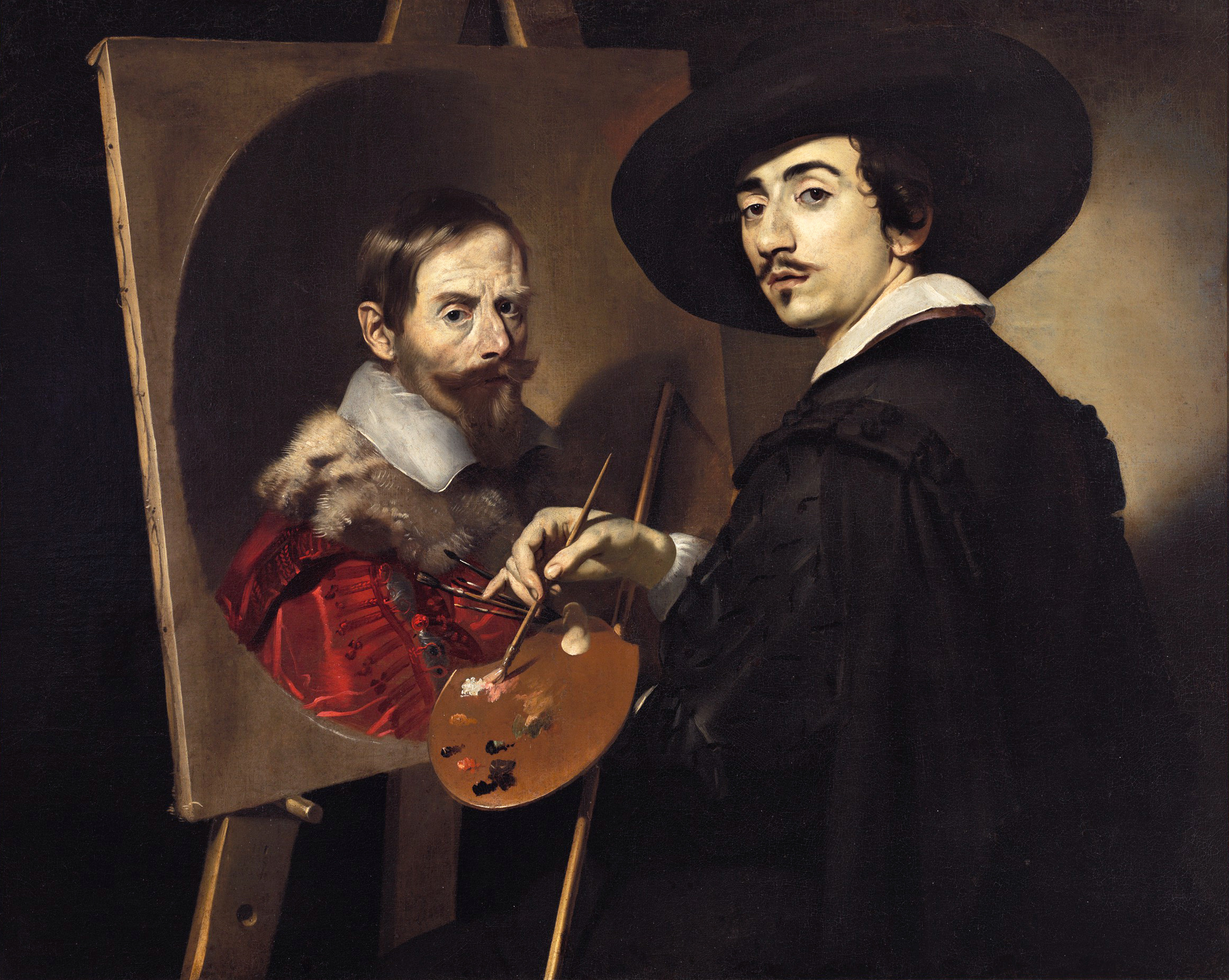
Ніколо Реньєрі .Автопортрет
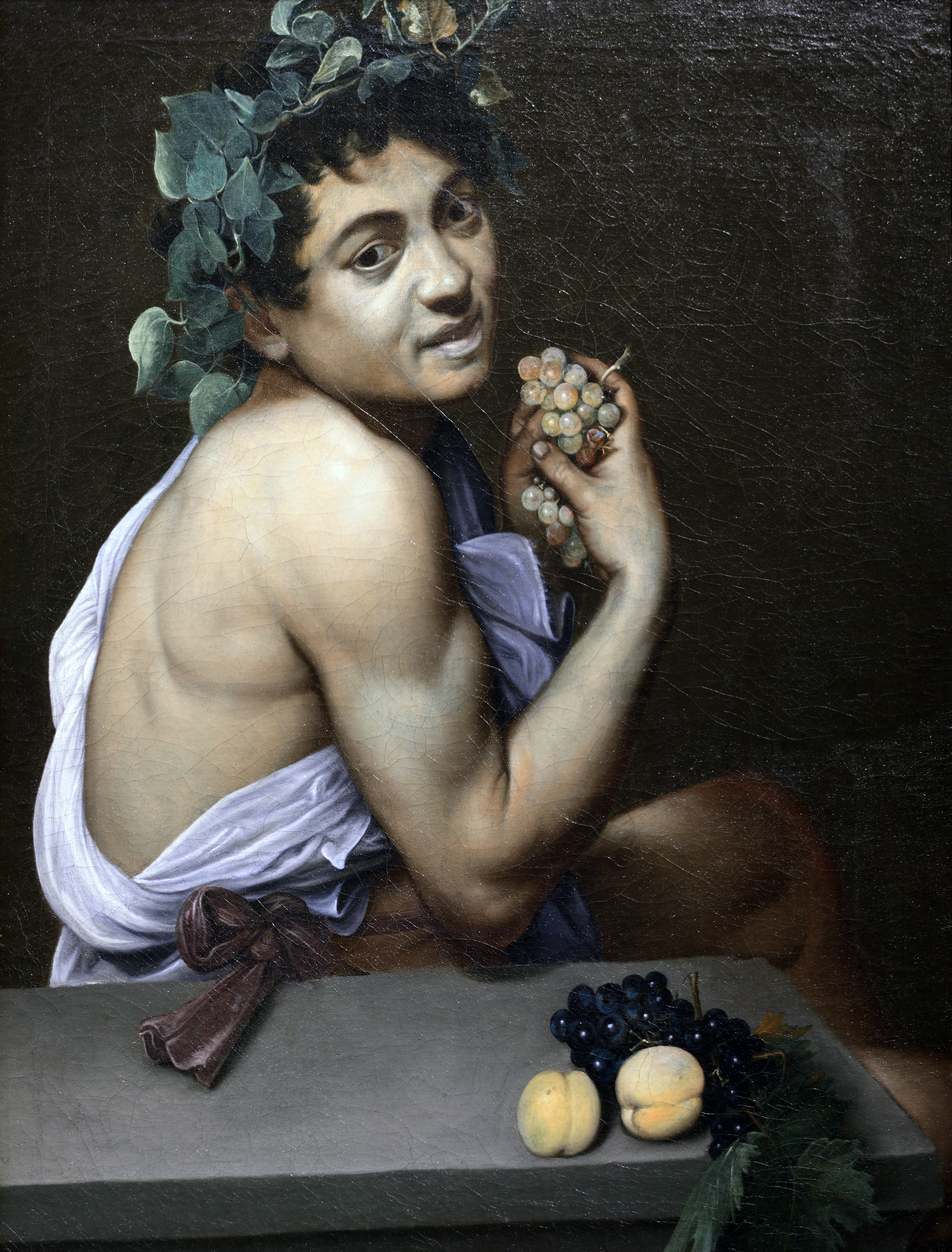
Караваджо. Хворий Вакх
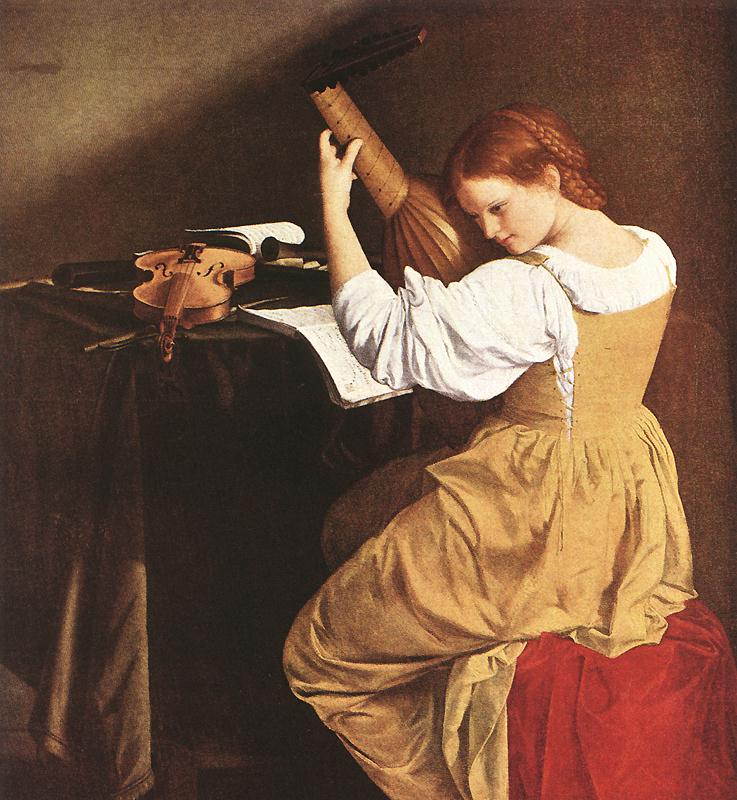
Ораціо Джентілєскі. Дівчина з лютнею.Вашінгтон, Нац.галерея.
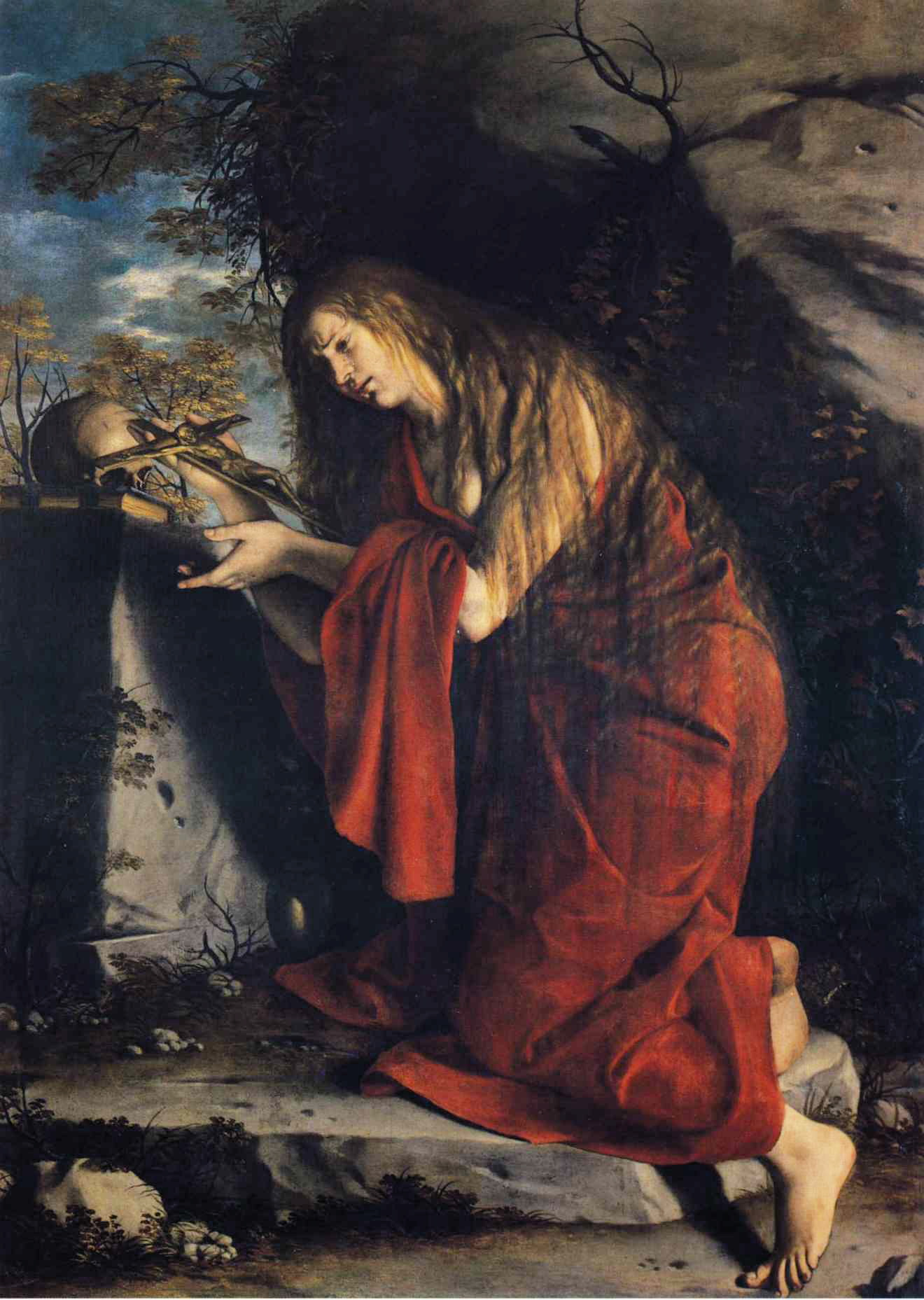
Ораціо Джентілєскі. Каяття Марії Магдалини, 1615 р.
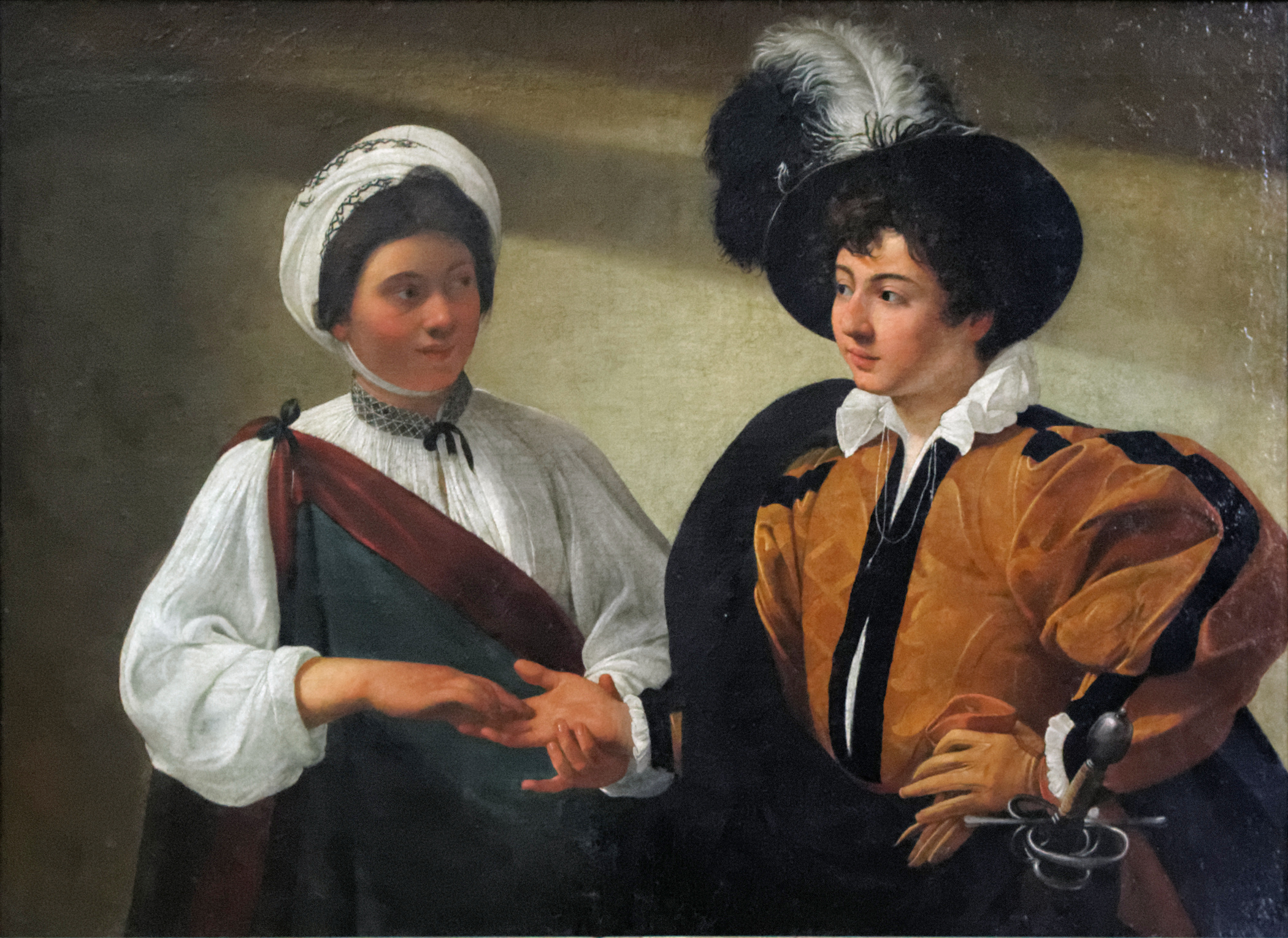
Караваджо. Ворожка, Лувр, Париж
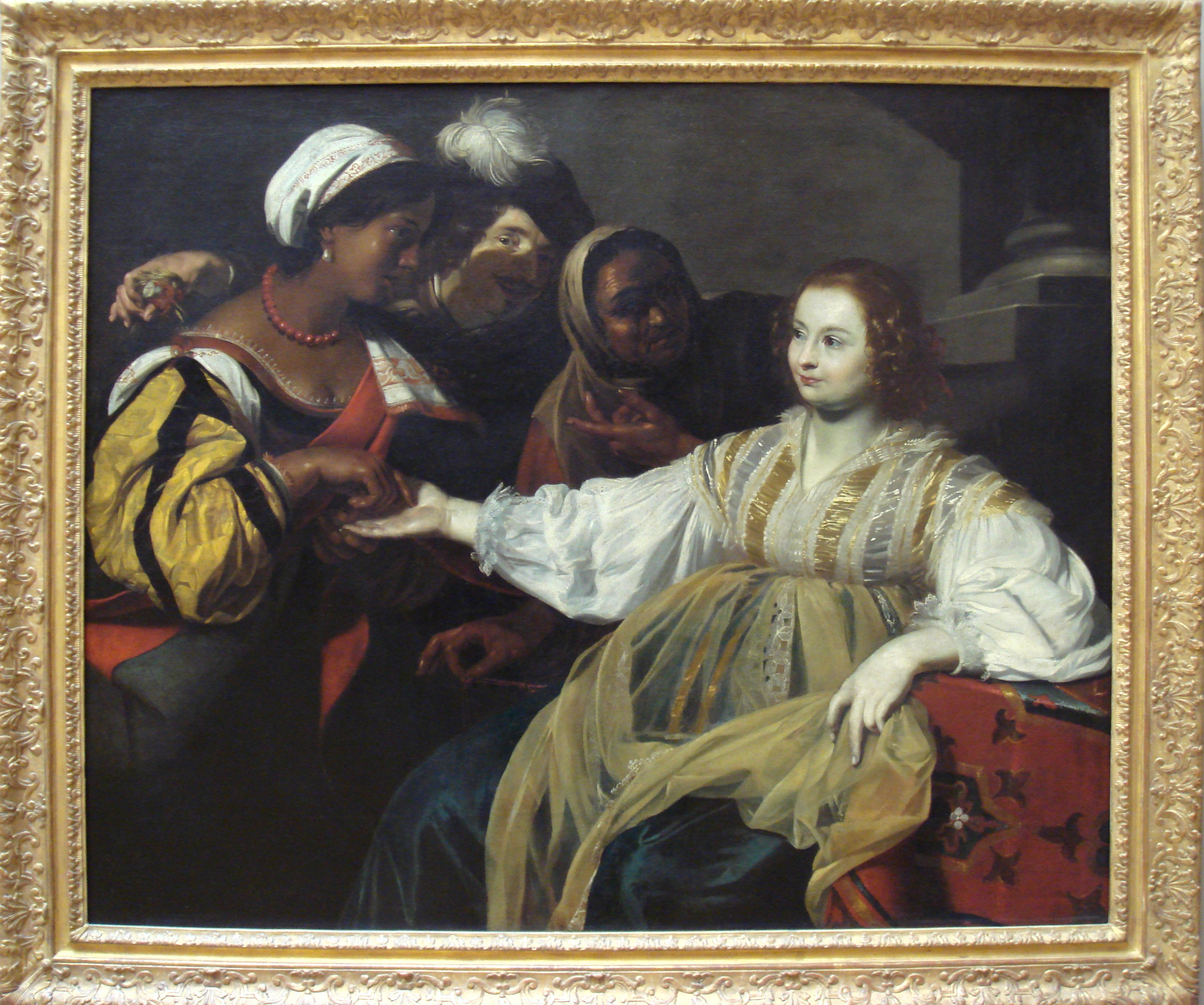
Ворожка, (La Diseuse de Bonne Aventure), 1626, Лувр, Париж
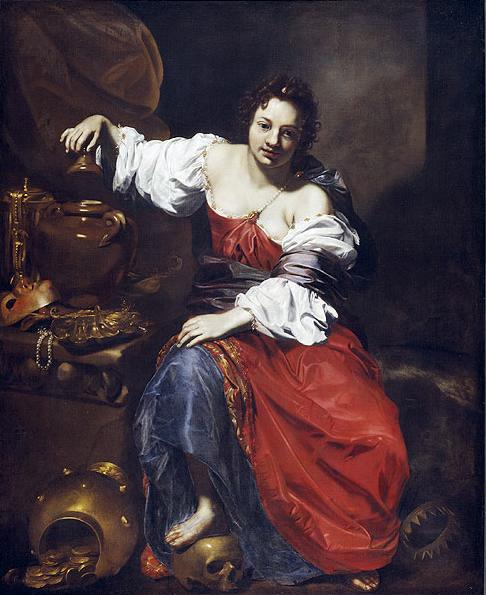
Алегорія марноти (Пандора з горщиком людських нещасть), c. 1626,
- Караваджо.Катування Христа біля колони, 1607
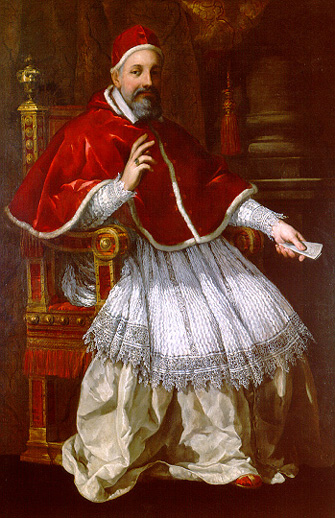
П'єтро да Кортона. Папа Урбан Восьмий Музей Капітоліні, Рим 1627
П'єтро да Кортона.
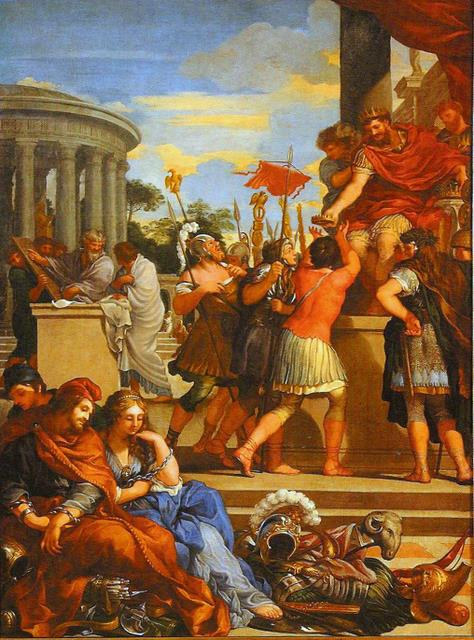
П'єтро да Кортона. Срібна доба, Сан Паулу, Бразилія
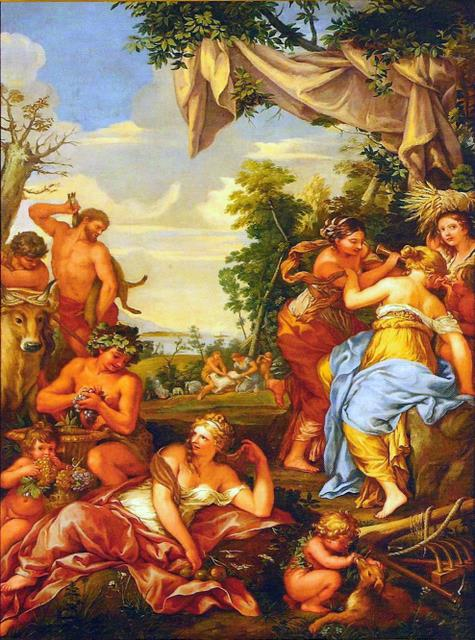
П'єтро да Кортона. Бронзова доба, Сан Паулу, Бразилія
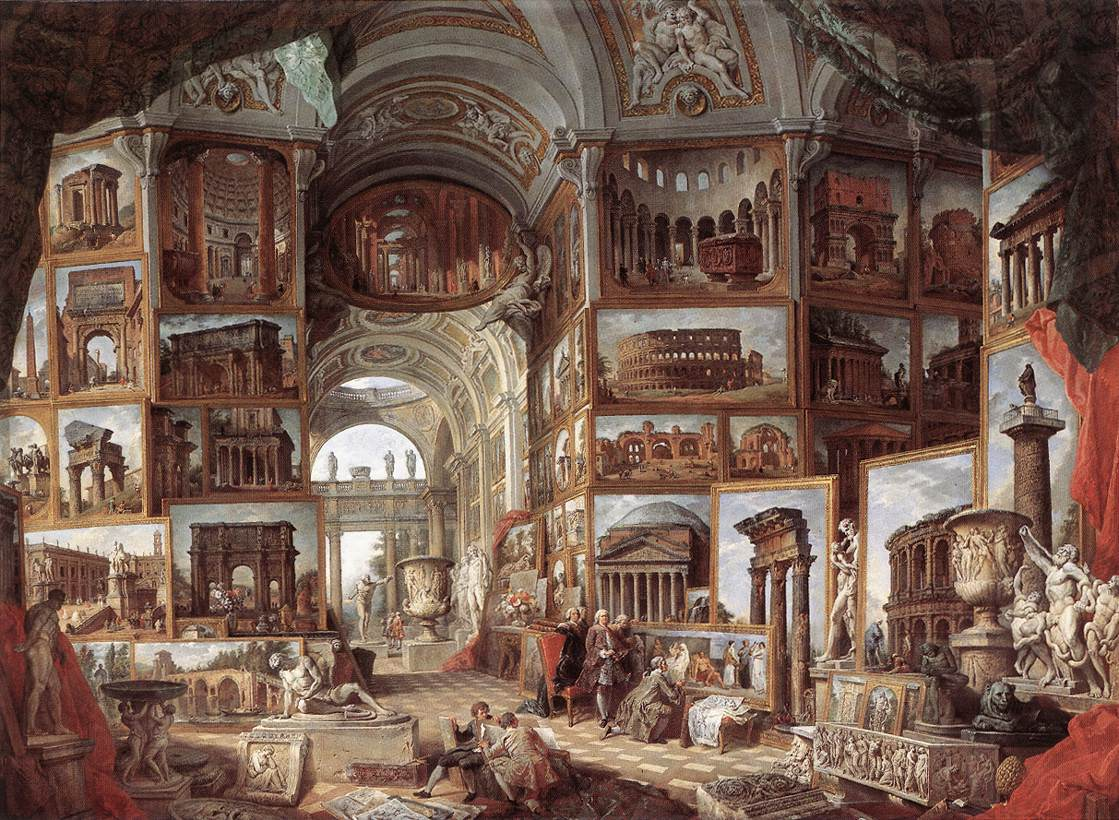
Джованні Панніні.Картинна галерея з краєвидами стародавнього Риму. (1758)
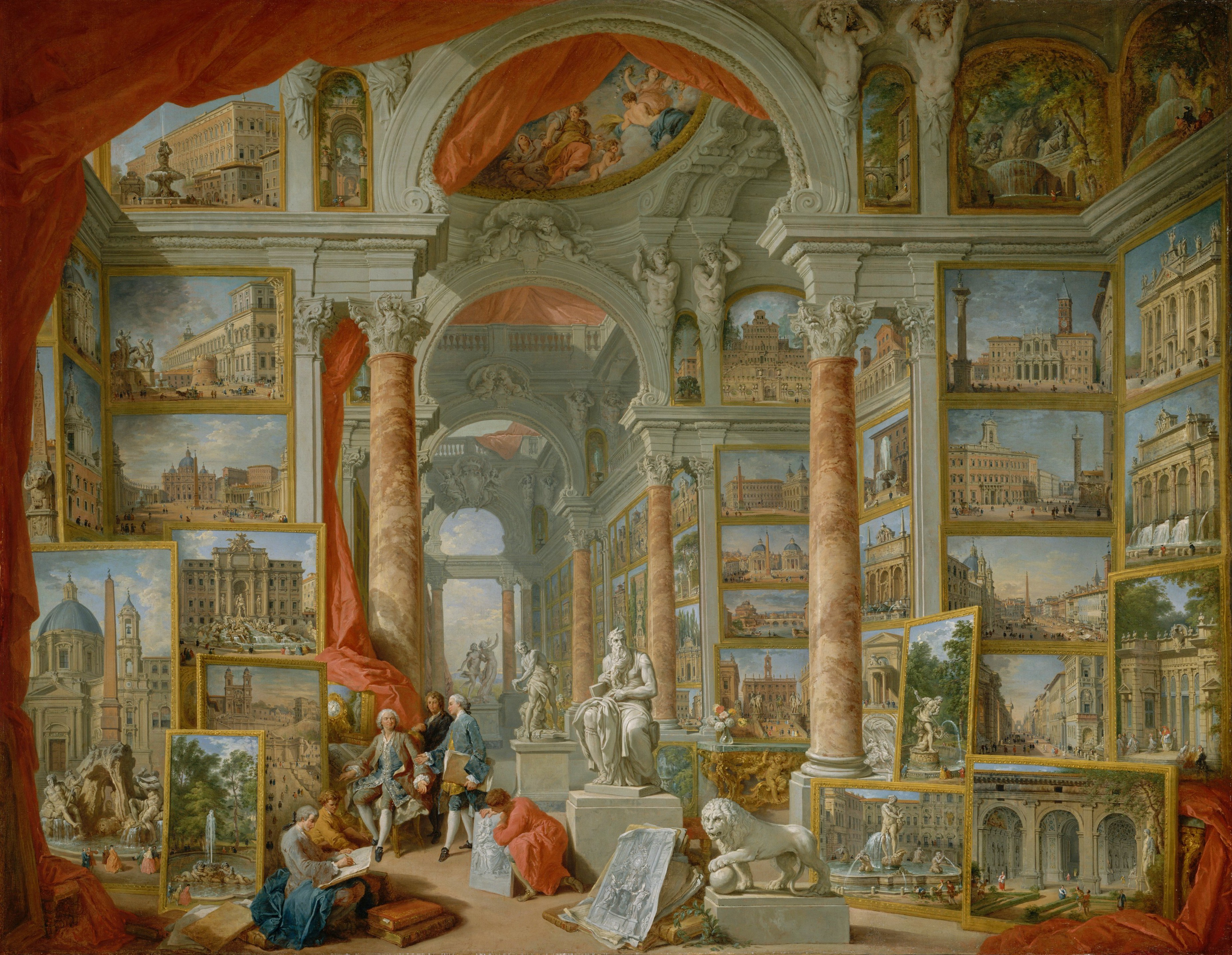
Джованні Панніні.Картинна галерея з краєвидами нового Риму. (1759)
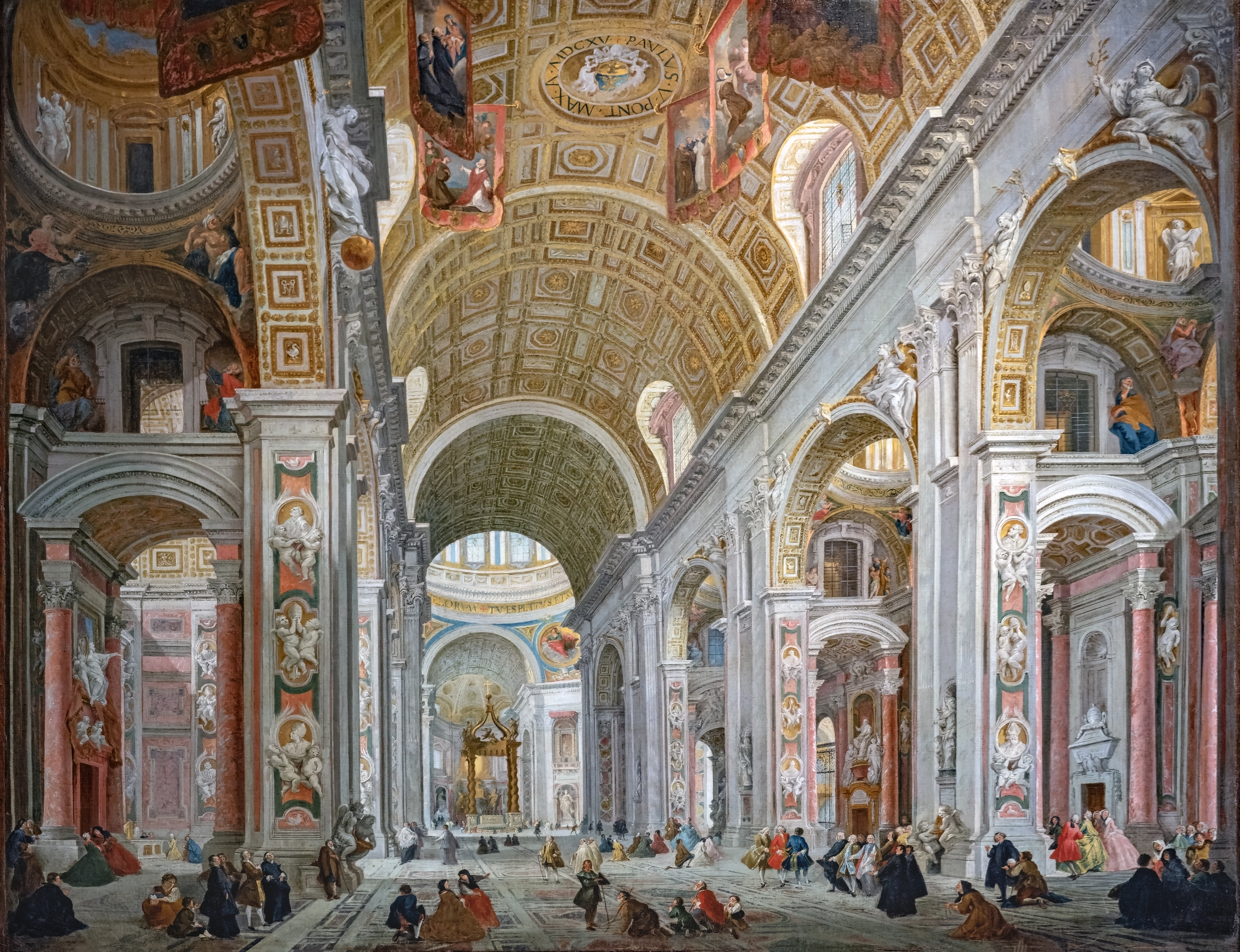
Джованні Панніні.Собор Св.Петра, Рим
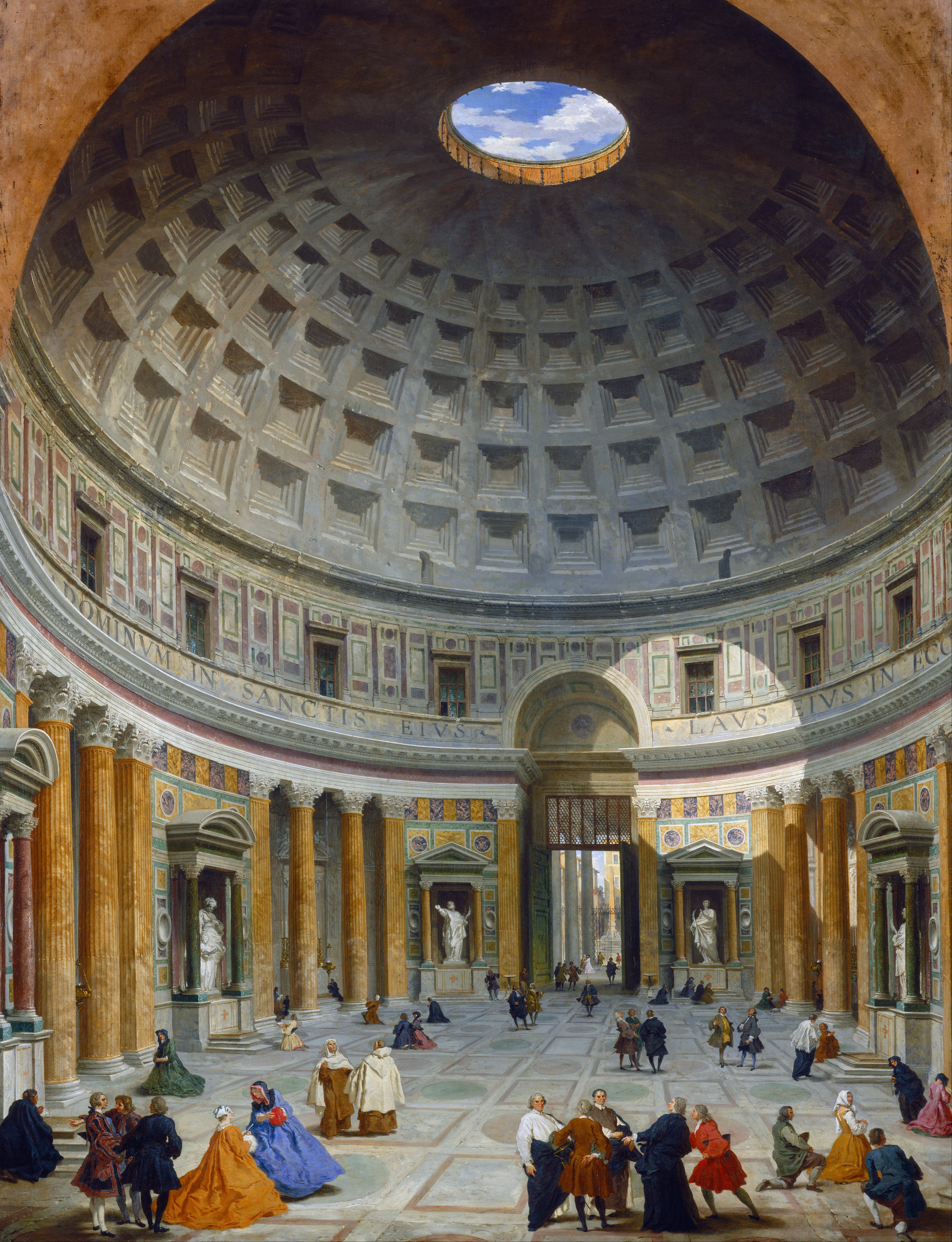
Джованні Панніні.Інтер'єр Пантеона в Римі.

## Римські майстри натюрмортів
- Мікеланджело да Караваджо (1573—1610)
- Бартоломео Кастеллі старший (Бартоломео Кастеллі Спадіно 1641—1686)
- Томмазо Саліні (1575—1625)
- Франческо Нолетті (Франческо Мальтезе 1611—1654)
- Мікеланджело Кампідольо (Мікеле Пасе дель Кампідольо 1610—1670)
- Паоло  Порпора (1617—1673)

- Мікеланджело Кампідольо, «Натюрморт з динями». Єкатеринбурзький обласний художній музей
- Мікеланджело Кампідольо, «Диня, виноград та інжир», Національний музей Каталонії

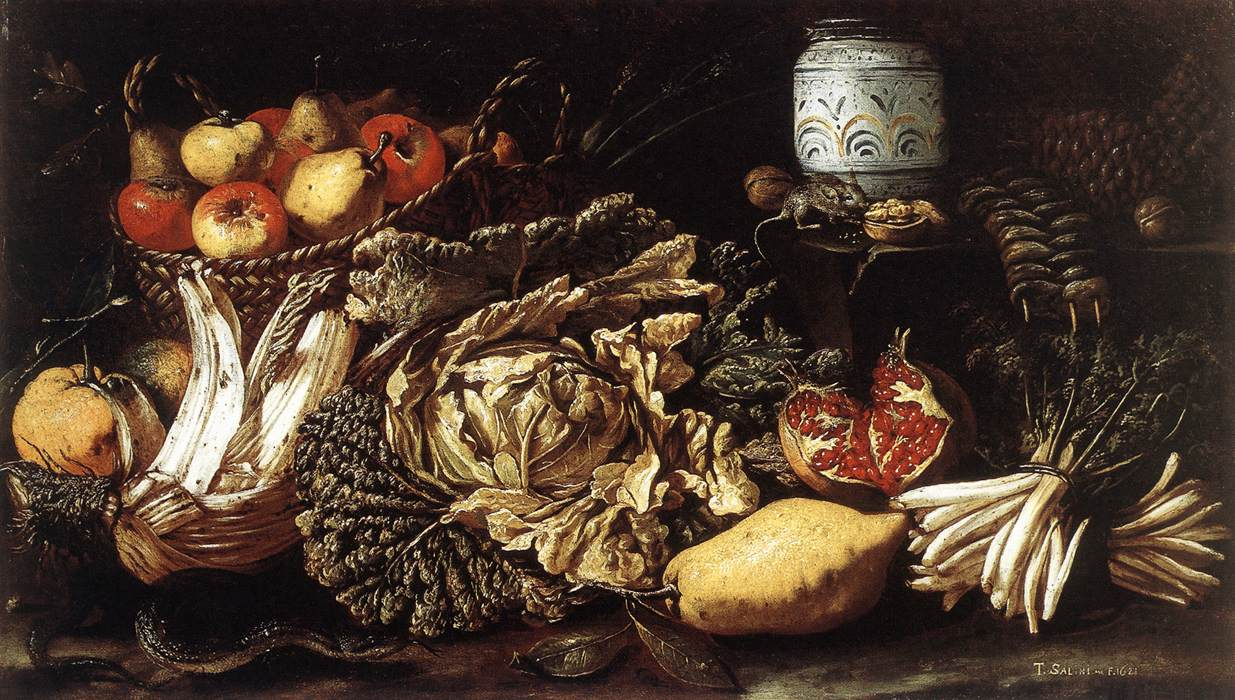
Томмазо Саліні. «Мисливські трофеї і фрукти», приватна збірка
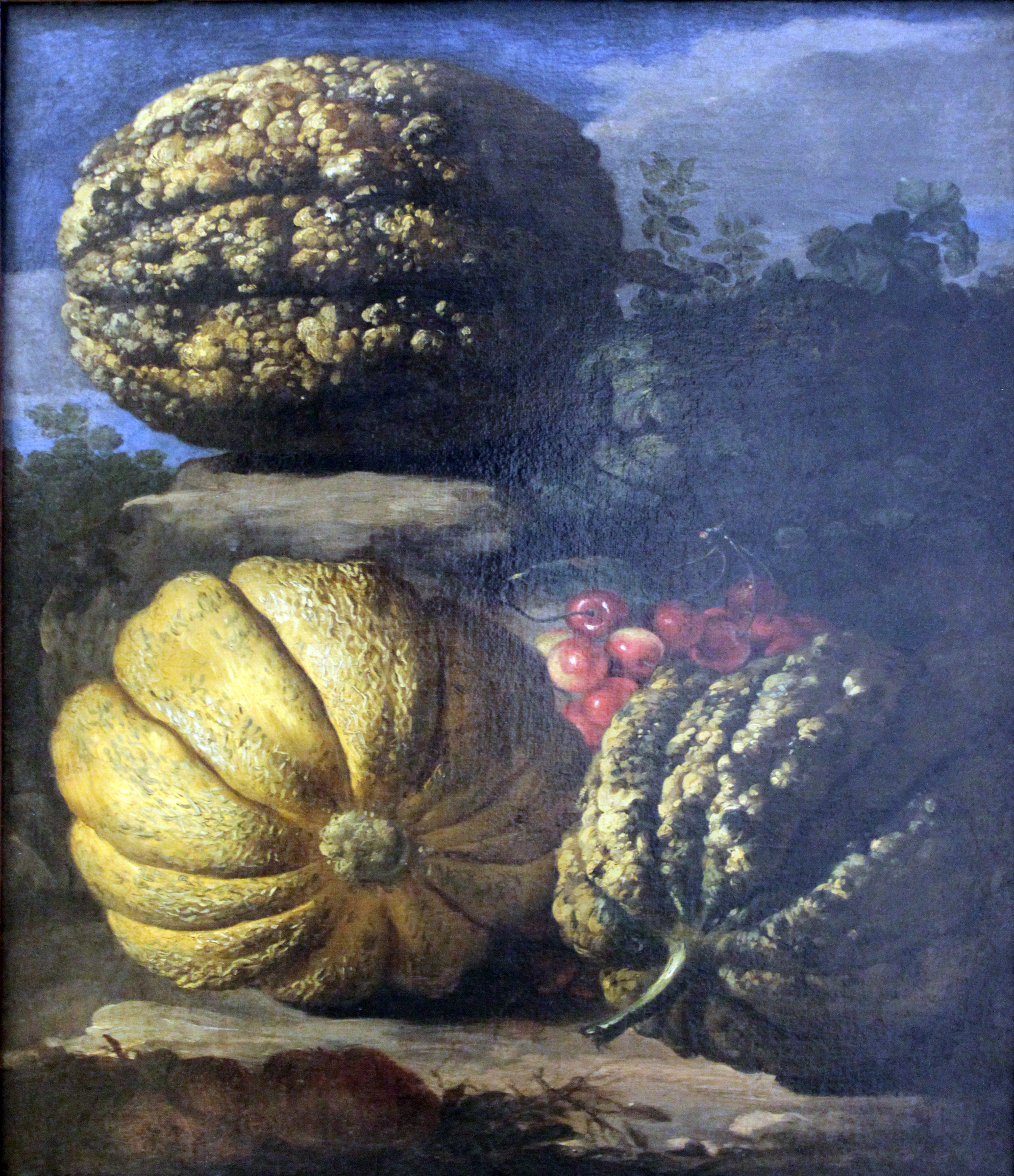
Мікеланджело Кампідольо, «Натюрморт з динями». Єкатеринбурзький обласний художній музей
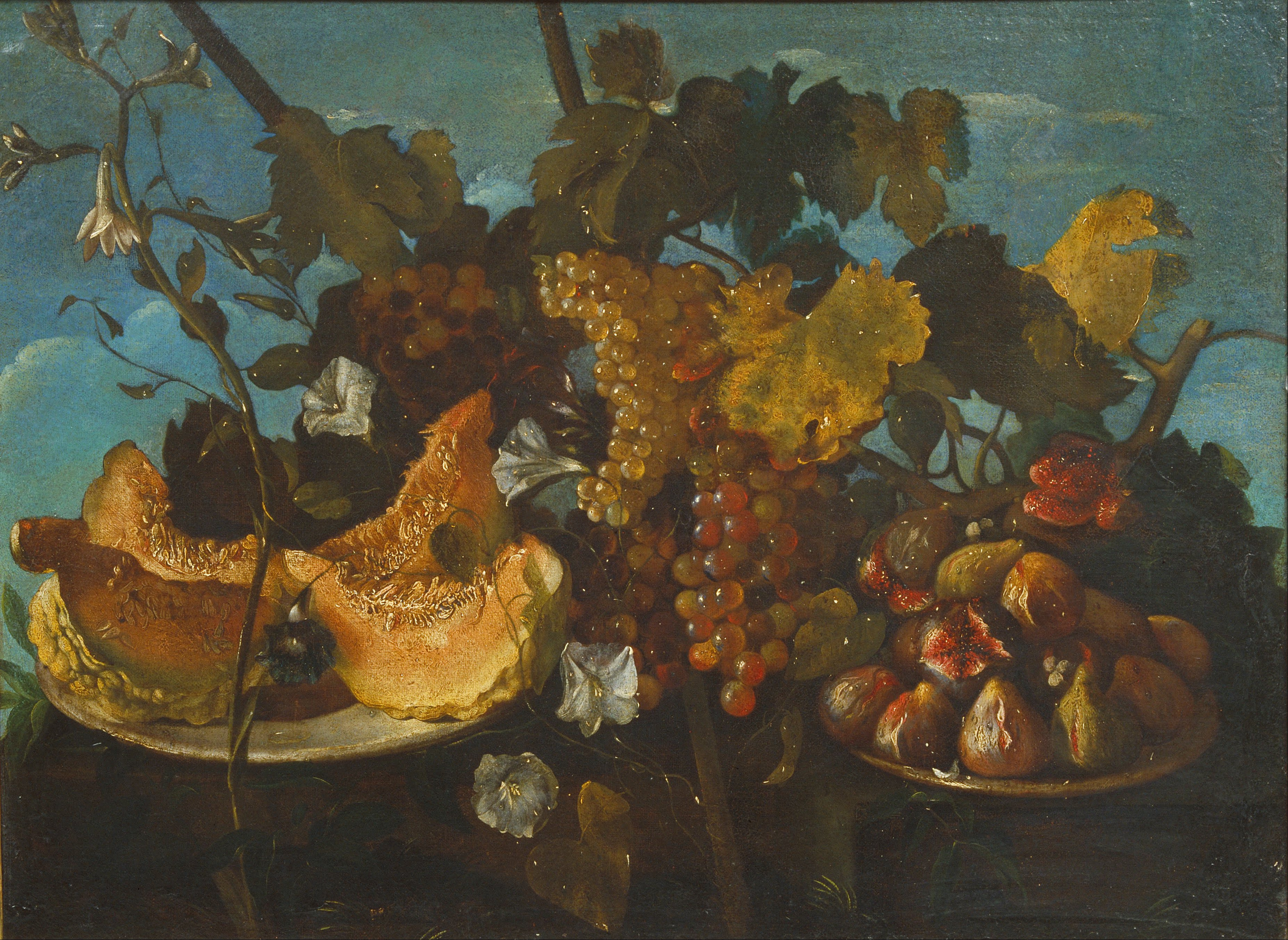
Мікеланджело Кампідольо, «Диня, виноград та інжир», Національний музей Каталонії
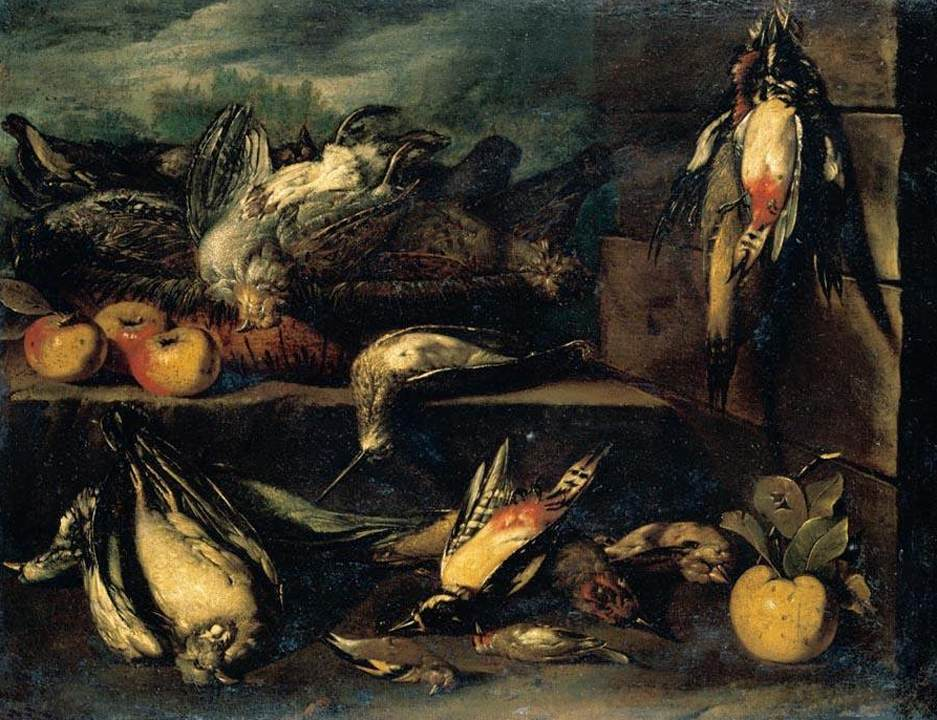
Томмазо Саліні. «Мисливські трофеї і фрукти», приватна збірка
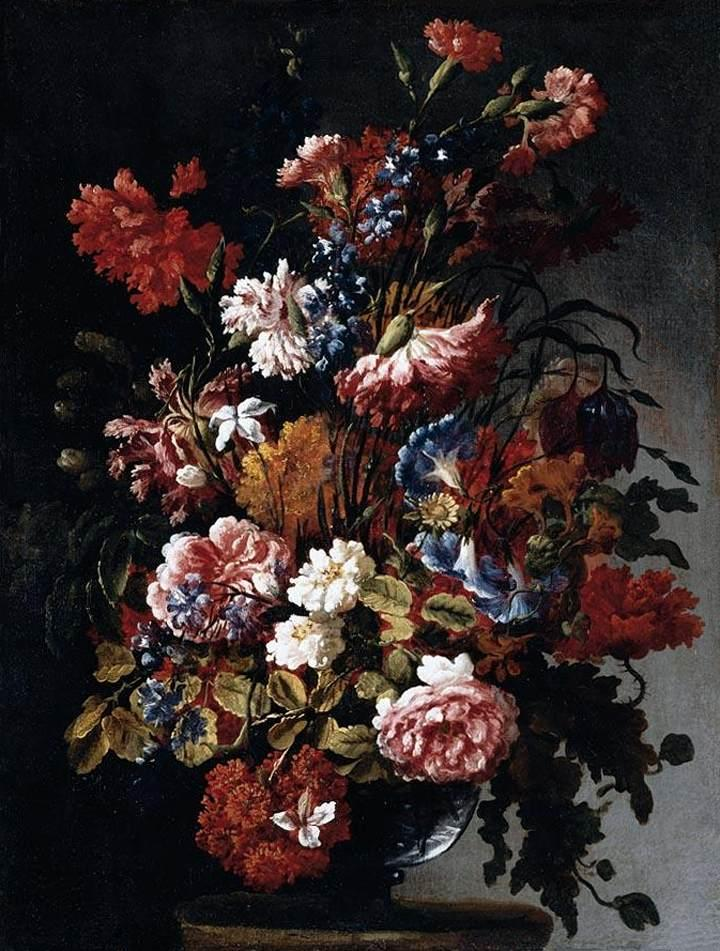
Паоло  Порпора. «Весняні квіти в скляній вазі», бл. 1660, приватна збірка